# Jerzy Zych
Jerzy Zych (ur. 17 listopada 1932 w Lublinie, zm. 27 października 2016 w Poznaniu) – generał brygady pilot Wojska Polskiego.

## Życiorys
W 1950 roku ukończył Liceum Ogólnokształcące im. hetmana Jana Zamoyskiego w Zamościu i wstąpił do Oficerskiej Szkoły Lotniczej w Dęblinie. W następnym roku został przeniesiony do Oficerskiej Szkoły Lotniczej Nr 5 w Radomiu. W 1952 roku ukończył naukę w szkole oficerskiej, został promowany na chorążego i skierowany do garnizonu Malbork na stanowisko pilota w 26 Pułku Lotnictwa Myśliwskiego. W 1953 przeniesiony do 41 Pułku Lotnictwa Myśliwskiego, gdzie początkowo był starszym pilotem, następnie pomocnikiem dowódcy eksadry do spraw pilotowania, a od 1955 dowódcą eskadry w stopniu porucznika. W 1956 roku został pomocnikiem dowódcy pułku – nawigatorem pułku. W 1958 roku awansował na kapitana. W 1961 ukończył Kurs Dowódców Pułków w Centrum Szkolenia Lotniczego w Modlinie. W marcu 1962 roku został wyznaczony na stanowisko zastępcy dowódcy pułku do spraw liniowych.
W październiku 1964 roku objął dowództwo 41 Pułku Lotnictwa Myśliwskiego w Malborku. W latach 1966–1969 studiował w Akademii Sztabu Generalnego WP w Rembertowie. W sierpniu 1969 został dowódcą 9 Pułku Lotnictwa Myśliwskiego w Debrznie. W latach 1972–1974 studiował w Wojskowej Akademii Sztabu Generalnego Sił Zbrojnych ZSRR im. K. Woroszyłowa w Moskwie. W 1973 roku awansował na pułkownika.
Po ukończeniu studiów i powrocie do kraju w sierpniu 1974 został wyznaczony na stanowisko szefa sztabu-zastępcy dowódcy 4 Pomorskiej Dywizji Lotnictwa Myśliwskiego w Malborku. W sierpniu 1975 objął dowództwo 2 Brandenburskiej Dywizji Lotnictwa Szturmowo-Rozpoznawczego w Pile. 5 października 1978 uchwałą Rady Państwa mianowany generałem brygady; nominację wręczył mu w Belwederze 11 października 1978 przewodniczący Rady Państwa PRL prof. Henryk Jabłoński. W lipcu 1980 roku został szefem sztabu-zastępcą dowódcy Wojsk Lotniczych w Poznaniu. W listopadzie 1987 roku został prezesem Zarządu Głównego Aeroklubu PRL.
Pilot wojskowy I klasy o nalocie 2025 godzin (1959-1989). Latał na 15 typach samolotów wojskowych i sportowych. W 41 pułku lotnictwa myśliwskiego należał do 9-osobowego zespołu pilotażu na samolotach Lim-2. Zespół uczestniczył w wielu pokazach lotniczych i zdobył tytuł mistrzowski na II Zawodach Lotniczych Wojsk Lotniczych i Obrony Przeciwlotniczej Obszaru Kraju w czerwcu 1960. Podczas defilady lotniczej w Warszawie 22 lipca 1959 leciał w ugrupowaniu „Tafla” składającym się z 64 samolotów Lim-2.
W okresie dowodzenia przez niego 9 pułkiem lotnictwa myśliwskiego nie zanotowano w tym pułku żadnego wypadku lotniczego, podobnie w okresie gdy dowodził 2 Dywizją Lotnictwa Szturmowo-Rozpoznawczego nie odnotowano żadnej katastrofy lotniczej. Dowodzona przez niego dywizja była dwukrotnie wymieniona w dyrektywie MON do szkolenia sił zbrojnych (w 1977 i 1978 roku) oraz wyróżniona medalami „Za Osiągnięcia w Służbie Wojskowej”.
Od marca 1990 do marca 1993 pełnił służbę jako attaché wojskowy i lotniczy przy Ambasadzie RP w Pradze. Następnie na podstawie decyzji ministra obrony narodowej z 20 stycznia 1993 został przeniesiony w stan spoczynku w związku z osiągnięciem ustawowej granicy wieku. Minister Obrony Narodowej Janusz Onyszkiewicz, w czasie oficjalnego pożegnania 30 marca 1993, wyróżnił go białą bronią.
Zmarł 2 października 2016. Został pochowany 3 listopada 2016 roku w kwaterze lotników na cmentarzu komunalnym Miłostowo w Poznaniu

## Awanse
W trakcie wieloletniej służby w Wojsku Polskim otrzymywał awanse na kolejne stopnie wojskowe:
- chorąży – 1952
- podporucznik – 1953
- porucznik – 1955
- kapitan – 1958
- major – 1962
- podpułkownik – 1968
- pułkownik – 1973
- generał brygady – 1978

## Życie prywatne
Był synem Jana (1905-1941), pracownika państwowego, porucznika rezerwy WP, zamordowanego przez Gestapo w zamojskiej rotundzie za działalność podziemną i Kazimiery z Chmielewskich (1911-1946). Po przejściu w stan spoczynku mieszkał w Poznaniu. Od 1953 był żonaty z Anną z domu Parczyńską (1933-2011). Małżeństwo miało syna i córkę.

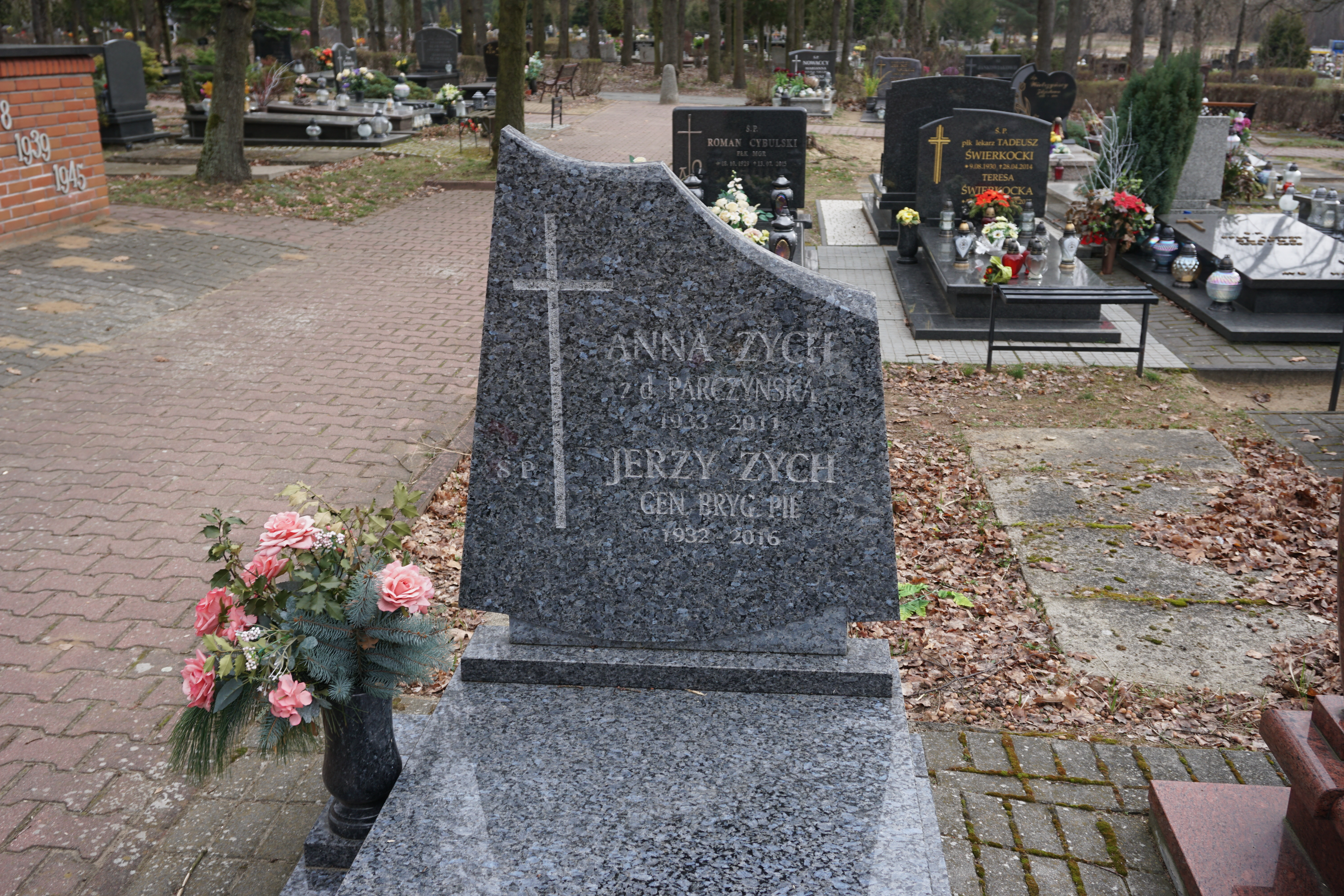
Grób gen. Jerzego Zycha na cmentarzu Miłostowo w Poznaniu

## Odznaczenia
- Order Sztandaru Pracy II klasy (1989)
- Krzyż Oficerski Orderu Odrodzenia Polski (1980)
- Krzyż Kawalerski Orderu Odrodzenia Polski (1970)
- Złoty Krzyż Zasługi (1963)
- Medal 40-lecia Polski Ludowej
- Złoty Medal „Siły Zbrojne w Służbie Ojczyzny”
- Srebrny Medal Siły Zbrojne w Służbie Ojczyzny
- Brązowy Medal Siły Zbrojne w Służbie Ojczyzny
- Złoty Medal „Za zasługi dla obronności kraju”
- Srebrny Medal „Za zasługi dla obronności kraju”
- Brązowy Medal „Za zasługi dla obronności kraju”
- Złoty Medal „Opiekun Miejsc Pamięci Narodowej” (1982)
- Odznaka Zasłużony Działacz Kultury
- Odznaka Zasłużony Pilot Wojskowy PRL (1979)
- Odznaka „Za Zasługi dla Województwa Płockiego” (1982)
- Odznaka honorowa „Za zasługi w Rozwoju Województwa Pilskiego (1976)